# Province de Huamalíes
La province de Huamalíes (en espagnol : Provincia de Huamalíes) est l'une des onze provinces de la région de Huánuco, dans le centre du Pérou. Son chef-lieu est la ville de Llata.
La province a un riche passé historique, avec de nombreux sites archéologiques en altitude, comme ceux du district de Tantamayo; Japallán, Selmín Granero, Piruro et Susupillo. 

## Géographie
La province couvre une superficie de 3 144,50 km2. Elle est limitée au nord par la province de Huacaybamba, à l'est par la province de Leoncio Prado, au sud par la province de Dos de Mayo et à l'ouest par la région d'Áncash.

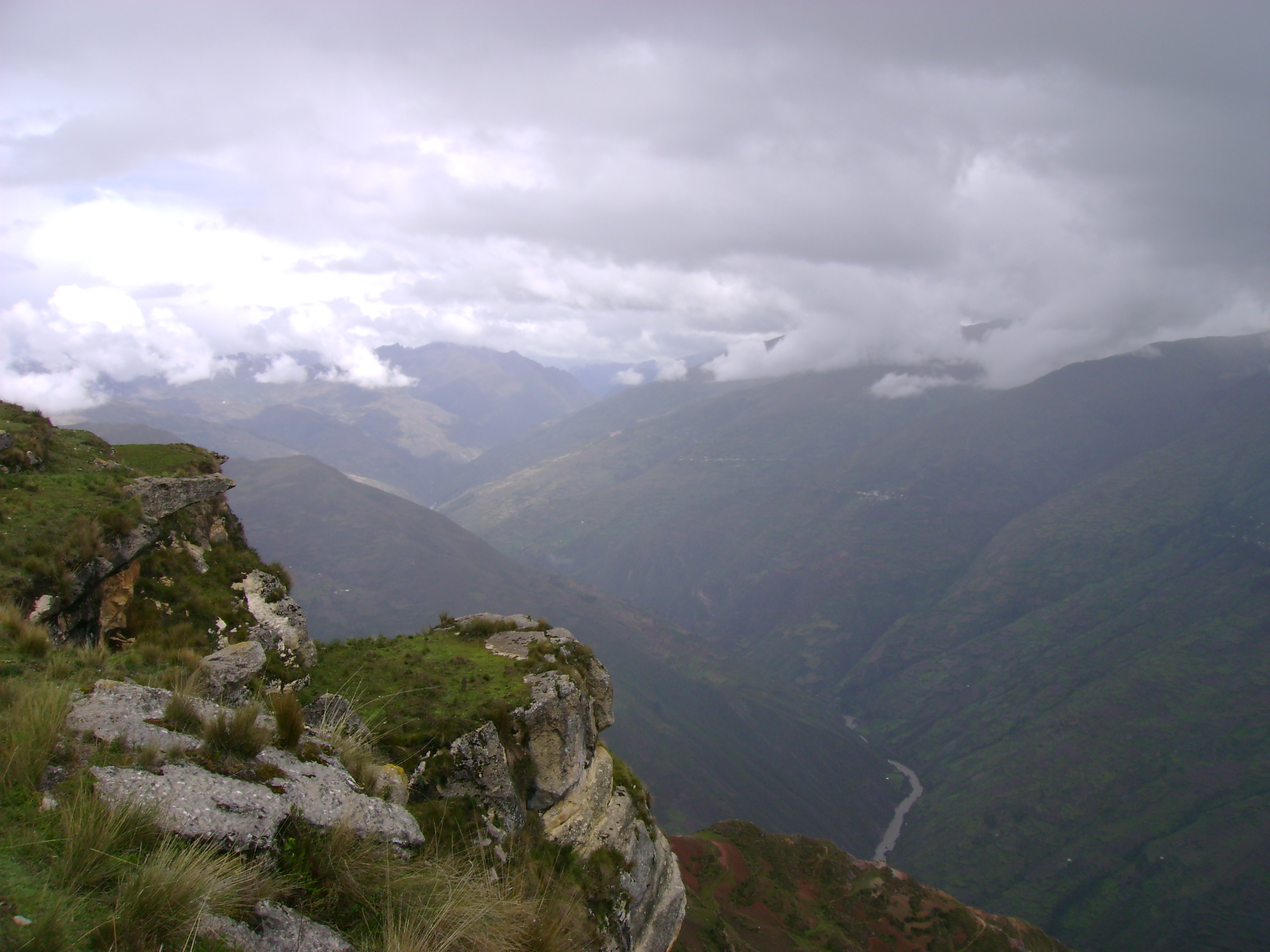
La rivière Marañón supérieure dans la province de Huamalíes

## Population
La population de la province s'élevait à 68 809 habitants en 2005.

## Subdivisions

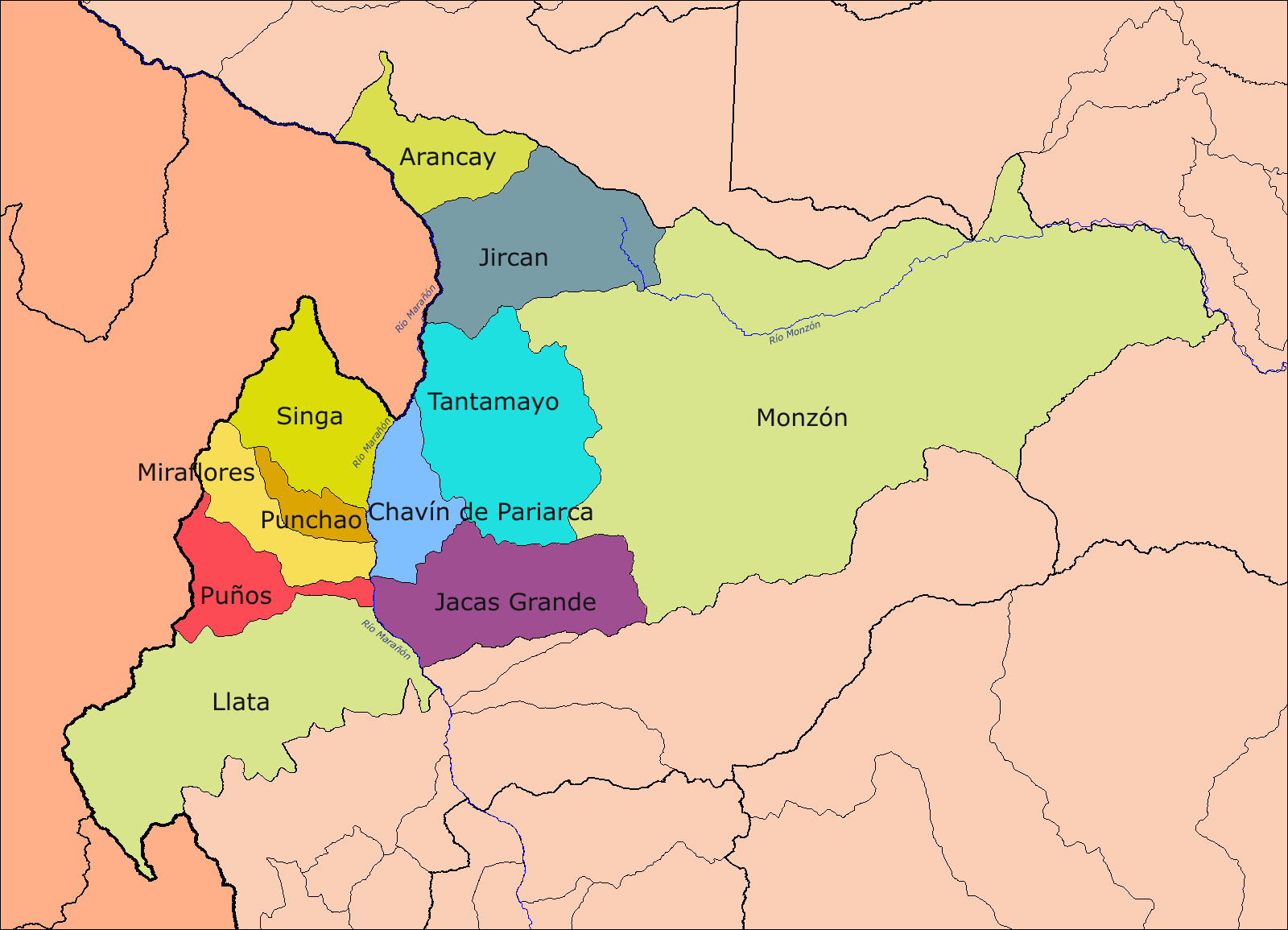
Division administratif de la province de Huamalíes.

La province est divisée en onze districts:
- Arancay
- Chavín de Pariarca
- Jacas Grande
- Jircan
- Llata
- Miraflores
- Monzón
- Punchao
- Puños
- Singa
- Tantamayo